# 재증걸루
재증걸루(再曾桀婁, ?~?)는 백제 출신의 고구려 장수이다.

## 생애
백제의 고위직 장수였으나 죄를 짓고 고구려로 망명했다. 475년에 고구려가 3만의 병력을 이끌고 백제를 공격했을 당시 고구려군 지휘관으로 참전해 백제의 수도 한성을 함락시키며 개로왕을 붙잡았다. 개로왕을 보고 말에서 내려 경의를 표한 뒤 개로왕 얼굴에 침을 세번 뱉은 뒤 왕의 죄를 꾸짖고는 아단성(阿旦城) 밑으로 개로왕을 끌고가 죽였다.